# Aliguenya

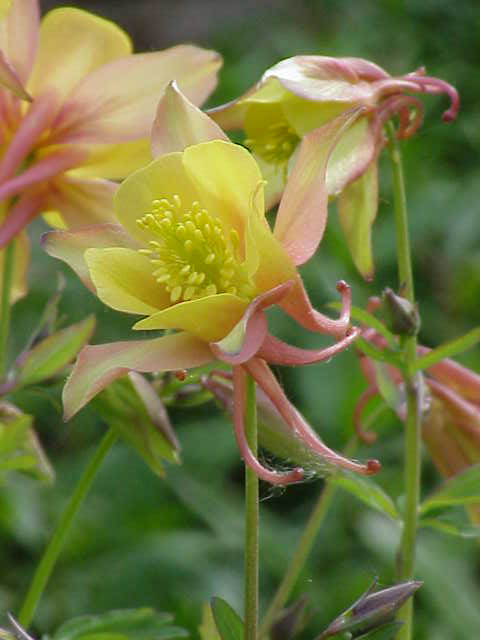
Variant de color groc i rosa

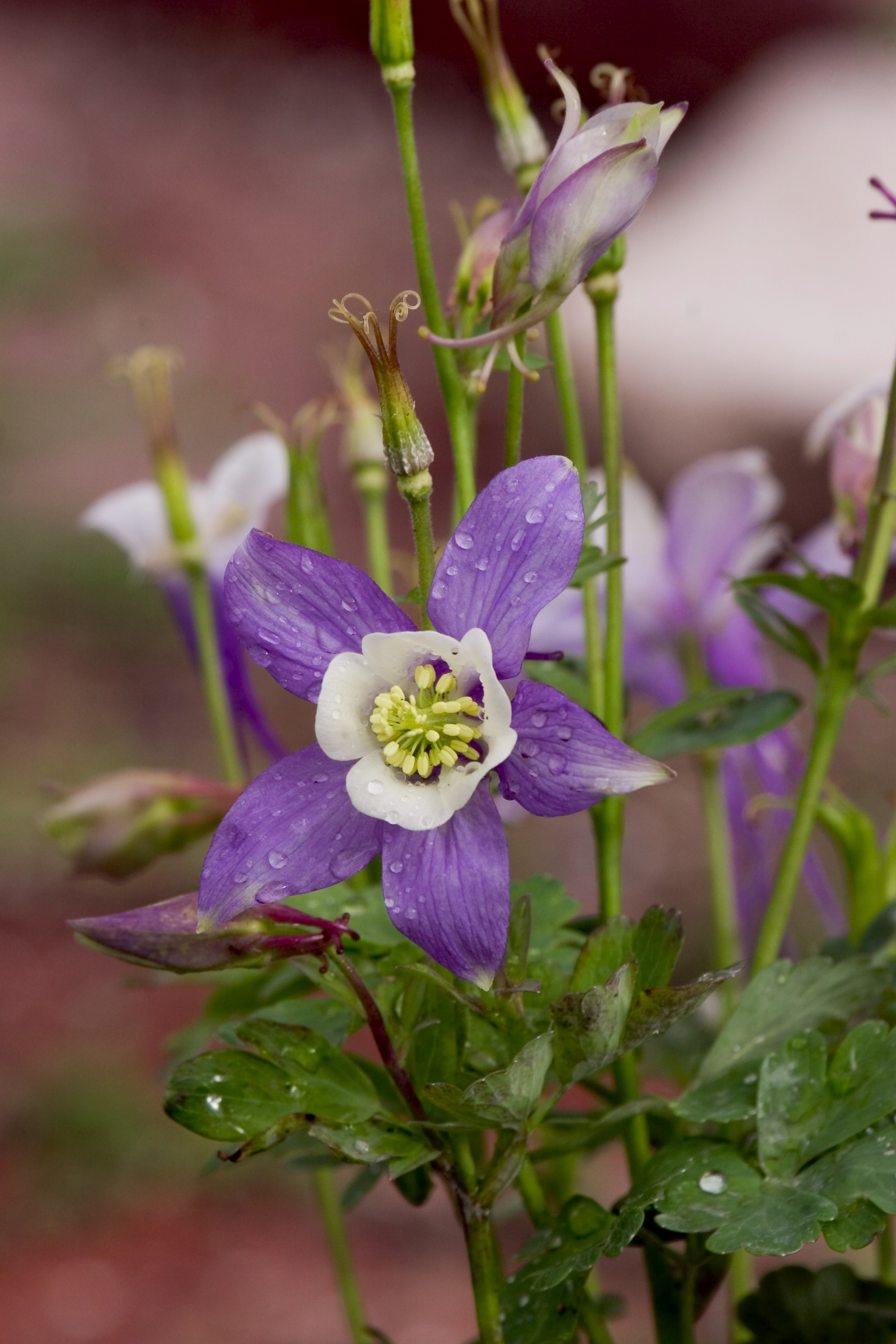
Vista de la planta

L'aliguenya (Aquilegia coerulea), és una espècie de planta fanerògama que pertany a la família de les ranunculàcies.
També s'han recollit la variant lingüística aligrenya.

## Descripció
És una planta herbàcia perenne que pot arribar a fer als 20-60 cm d'alçada. Les flors són de colors molt variables, des del blau pàl·lid al blanc, groc pàl·lid o rosat; és molt usual que les flors siguin bicolor amb els sèpals diferents dels pètals.
Aquilegia caerulea és la flor de l'estat de Colorado. És també una planta ornamental molt popular en jardins, amb nombrosos cultius de diversos colors.

## Taxonomia
Aquilegia barbaricina, va ser descrita per Thomas Potts James i publicat a Account Exped. Pittsburgh 2: 345, a l'any 1823.
Etimologia
Aquilegia: nom genèric que deriva del llatí aquila = "àguila", en referència a la forma dels pètals de la qual se'n diu que és com l'urpa d'una àguila.
caerulea: epítet llatí que significa "de color blau fosc".
Varietats
N'hi ha cinc varietats biològiques:
- Aquilegia caerulea var. alpina
- Aquilegia caerulea var. caerulea
- Aquilegia caerulea var. daileyae
- Aquilegia caerulea var. ochroleuca
- Aquilegia caerulea var. pinetorum

Sinonímia
- Aquilegia advena Regel
- Aquilegia canadensis subsp. caerulea (E.James) Brühl
- Aquilegia formosa var. macrantha (Hook. & Arn.) Brühl
- Aquilegia macrantha Hook. & Arn.
- Aquilegia oreophila Rydb.
- Aquilegia piersoniana L.O.Williams
- Aquilegia pinetorum Tidestr.[6]

## Distribució
Són natives de les Muntanyes Rocoses, des del sud de Montana a Nou Mèxic i oest d'Idaho i Arizona.